# Copa do Nordeste de Futebol de 2021
A Copa do Nordeste de 2021 foi a 18.ª edição da competição de futebol realizada no Nordeste brasileiro, organizada pela Liga do Nordeste em parceria com a CBF
Bahia e Ceará decidiram o título, como na edição de 2015 e na edição anterior, ambas vencidas pelo Ceará, mas dessa vez o clube baiano ganhou do clube cearense. Mesmo perdendo na partida de ida em casa de 1-0, o Bahia ganhou de 2-1 fora de casa, porém, a partida precisou ser disputado nos pênaltis para decidir o título. O Bahia conquistou pela 4ª vez na história a Copa do Nordeste, conquistado pelas últimas vezes em 2001, 2002 e 2017.
Conforme a edição anterior, os nove estados da região terão representantes no torneio, porém a seleção dos participantes será diferente. O torneio terá a participação de 20 equipes, sendo 12 classificadas diretamente para uma fase de grupos e 8 classificadas para uma fase preliminar em mata-mata, que dará 4 vagas na fase de grupos. As equipes classificadas diretamente à fase de grupos serão os 9 campeões estaduais em 2020, juntamente com as equipes oriundas dos estados da Bahia, Ceará e Pernambuco mais bem posicionados no Ranking Nacional dos Clubes 2020, excluídos os campeões estaduais nos respectivos estados. As equipes classificadas à fase preliminar serão: o segundo colocado no Ranking Nacional dos Clubes oriundo de Pernambuco (um dos dois estados melhor ranqueados), além dos primeiros colocados dos demais estados da região (exceto o Ceará), excluídos da contagem os campeões estaduais em cada estado. No estado da Bahia, o 3º representante será o clube que tiver a melhor colocação no estadual, excluindo os clubes presentes na 1ª e 2ª vagas. Caso o clube da 1ª vaga não esteja disputando as Séries A ou B do Campeonato Brasileiro, então a 3ª vaga da Bahia será destinada ao clube com a segunda melhor colocação no Ranking Nacional de Clubes da CBF.
O campeonato foi decidido entre Bahia (disputando a final pela nona vez) e Ceará (disputando a final pela quarta vez). Após empate pelo placar agregado de 3 a 3, em dois jogos, o Bahia venceu a disputa de pênaltis por 4 a 2 e sagrou-se campeão, conquistando o título do torneio pela quarta vez em sua história, obtendo o direito de ingressar diretamente na terceira fase da Copa do Brasil de 2022. O Ceará, por sua vez, foi vice-campeão pela segunda vez.

## Ranking das Federações
| Pos. | Pos. | Federações          | Pontos | Vagas  | Vagas    |
| Pos. | Pos. | Federações          | Pontos | Grupos | Pré-Copa |
| ---- | ---- | ------------------- | ------ | ------ | -------- |
| 1    | 7    | Bahia               | 21.631 | 2      | 1        |
| 2    | 9    | Pernambuco          | 19.369 | 2      | 1        |
| 3    | 10   | Ceará               | 16.853 | 2      | 0        |
| 4    | 11   | Alagoas             | 11.986 | 1      | 1        |
| 5    | 14   | Maranhão            | 7.643  | 1      | 1        |
| 6    | 15   | Rio Grande do Norte | 6.801  | 1      | 1        |
| 7    | 16   | Paraíba             | 5.313  | 1      | 1        |
| 8    | 17   | Sergipe             | 4.128  | 1      | 1        |
| 9    | 19   | Piauí               | 2.573  | 1      | 1        |

## Clubes participantes

### Classificados para a Pré-Copa do Nordeste
O clube melhor colocado no Ranking da CBF 2020 dos estados de Alagoas, Maranhão, Paraíba, Piauí, Rio Grande do Norte e Sergipe garante vaga na seletiva da Copa do Nordeste. No entanto, se o melhor ranqueado desses estados for o campeão estadual, a vaga na seletiva passará ao segundo melhor colocado.
Os estados de Bahia e de Pernambuco, por serem as duas federações melhor ranqueadas no Ranking de Federações, possuem direito a uma vaga a mais na fase de grupos, destinada ao melhor ranqueado de cada um desses estados. As vagas no Pré-Nordestão serão destinadas aos clubes melhor classificados nos respectivos campeonatos estaduais de 2020, excluídos o campeão e o melhor posicionado no Ranking, que possuem vaga direta na fase de grupos.
Ao final da Pré-Copa, os vencedores dos quatro confrontos estarão automaticamente classificados para Fase de Grupos.
| UF                  | Equipe                 | Cidade      | Forma de Classificação        | Estádio           | Capacidade | Títulos        |
| ------------------- | ---------------------- | ----------- | ----------------------------- | ----------------- | ---------- | -------------- |
| Alagoas             | CSA                    | Maceió      | Ranking da CBF (30º)          | Rei Pelé          | 17 126     | 0 (não possui) |
| Bahia               | Atlético de Alagoinhas | Alagoinhas  | Vice-campeão do Estadual 2020 | Carneirão         | 16 000     | 0 (não possui) |
| Maranhão            | Moto Club              | São Luís    | Ranking da CBF (65º)          | Castelão          | 40 149     | 0 (não possui) |
| Paraíba             | Botafogo-PB            | João Pessoa | Ranking da CBF (47º)          | Almeidão          | 25 770     | 0 (não possui) |
| Pernambuco          | Santa Cruz             | Recife      | Vice-campeão do Estadual 2020 | Arruda            | 60 044     | 1 (2016)       |
| Piauí               | Altos                  | Altos       | Ranking da CBF (71º)          | Felipão           | 4 000      | 0 (não possui) |
| Rio Grande do Norte | Globo                  | Ceará-Mirim | Ranking da CBF (59º)          | Barretão          | 10 000     | 0 (não possui) |
| Sergipe             | Itabaiana              | Itabaiana   | Ranking da CBF (72º)          | Etelvino Mendonça | 12 000     | 0 (não possui) |

### Classificados para a fase de grupos
Participam os campeões estaduais do ano anterior e os melhores colocados no Ranking da CBF 2020 oriundos da Bahia, Pernambuco e Ceará.
| UF                  | Equipe         | Cidade         | Forma de Classificação   | Estádio            | Capacidade | Títulos                    |
| ------------------- | -------------- | -------------- | ------------------------ | ------------------ | ---------- | -------------------------- |
| Alagoas             | CRB            | Maceió         | Campeão do Estadual 2020 | Rei Pelé           | 17 126     | 0 (não possui)             |
| Bahia               | Bahia          | Salvador       | Campeão do Estadual 2020 | Arena Fonte Nova   | 50 025     | 3 (2001, 2002, 2017)       |
| Bahia               | Vitória        | Salvador       | Ranking da CBF (17º)     | Barradão           | 35 000     | 4 (1997, 1999, 2003, 2010) |
| Ceará               | Fortaleza      | Fortaleza      | Campeão do Estadual 2020 | Arena Castelão     | 63 903     | 1 (2019)                   |
| Ceará               | Ceará          | Fortaleza      | Ranking da CBF (19º)     | Arena Castelão     | 63 903     | 2 (2015 e 2020)            |
| Maranhão            | Sampaio Corrêa | São Luís       | Campeão do Estadual 2020 | Castelão           | 40 149     | 1 (2018)                   |
| Paraíba             | Treze          | Campina Grande | Campeão do Estadual 2020 | Amigão             | 23 000     | 0 (não possui)             |
| Pernambuco          | Salgueiro      | Salgueiro      | Campeão do Estadual 2020 | Cornélio de Barros | 12 070     | 0 (não possui)             |
| Pernambuco          | Sport          | Recife         | Ranking da CBF (16º)     | Ilha do Retiro     | 35 000     | 3 (1994, 2000 e 2014)      |
| Piauí               | 4 de Julho     | Piripiri       | Campeão do Estadual 2020 | Arena Ytacoatyara  | 8 500      | 0 (não possui)             |
| Rio Grande do Norte | ABC            | Natal          | Campeão do Estadual 2020 | Frasqueirão        | 15 082     | 0 (não possui)             |
| Sergipe             | Confiança      | Aracaju        | Campeão do Estadual 2020 | Batistão           | 15 575     | 0 (não possui)             |

## Fase preliminar
O sorteio da Fase preliminar Copa do Nordeste aconteceu no dia 4 de novembro de 2020, na Sede da CBF. Os clubes foram separados nos potes de acordo com sua classificação no Ranking da CBF de 2019. Nesta fase preliminar da competição, as equipes se enfrentam no sistema eliminatório, sem o gol fora de casa como critério de desempate.

### Sorteio
| Pote 1                                                           | Pote 2                                                                         |
| ---------------------------------------------------------------- | ------------------------------------------------------------------------------ |
| - CSA (30º) - Santa Cruz (34º) - Botafogo-PB (47º) - Globo (59º) | - Altos (71º) - Itabaiana (72º) - Moto Club (65º) - Atlético de Alagoinhas (–) |

### Confrontos
Em itálico, os times que possuem o mando de campo no primeiro jogo do confronto e em negrito os times classificados.
| Equipe 1               | Total | Equipe 2    | 1.º jogo | 2.º jogo |
| ---------------------- | ----- | ----------- | -------- | -------- |
| Itabaiana              | 2–4   | Santa Cruz  | 2–2      | 0–2      |
| Moto Club              | 0–2   | CSA         | 0–0      | 0–2      |
| Atlético de Alagoinhas | 1–4   | Botafogo-PB | 1–1      | 0–3      |
| Altos                  | 2–1   | Globo       | 2–0      | 0–1      |

## Fase de Grupos
O sorteio para a fase de grupos foi realizado no dia 4 de fevereiro de 2021, às 19:00, na sede da CBF. As 16 equipes foram divididas em dois grupos de oito, contendo duas equipes de cada um dos quatro potes, com a restrição de que as duas equipes mais bem ranqueadas de cada federação não podiam ser sorteadas para o mesmo grupo. As equipes foram semeadas pelo ranking CBF de 2020 (mostrado entre parênteses).
| Pote 1                                                    | Pote 2                                                       | Pote 3                                                                   | Pote 4                                                          |
| --------------------------------------------------------- | ------------------------------------------------------------ | ------------------------------------------------------------------------ | --------------------------------------------------------------- |
| - Bahia (10º) - Sport (16º) - Vitória (17º) - Ceará (19º) | - Fortaleza (23º) - CSA (30º) - CRB (32º) - Santa Cruz (34º) | - Sampaio Corrêa (35º) - ABC (45º) - Botafogo-PB (47º) - Confiança (52º) | - Salgueiro (57º) - Altos (71º) - Treze (73º) - 4 de Julho (?º) |

### Grupo A
|  |                                 |
|  | Classificados para a fase final |
|  | Eliminados                      |

### Grupo B
|  |                                 |
|  | Classificados para a fase final |
|  | Eliminados                      |

### Confrontos
| Vitória do mandante Vitória do visitante Empate | Em negrito os jogos "clássicos". |

### Desempenho por Rodada
|         | 1   | 2   | 3   | 4   | 5   | 6   | 7   | 8   |
| Grupo A | BAH | CEA | CEA | BAH | CRB | CRB | CEA | CEA |
| Grupo B | VIT | FOR | FOR | ABC | CSA | FOR | FOR | FOR |

|         | 1   | 2   | 3   | 4   | 5   | 6   | 7   | 8   |
| Grupo A | STC | STC | STC | STC | STC | STC | STC | STC |
| Grupo B | SAL | SAL | SPT | SPT | SPT | BOT | BOT | SPT |

## Fase final
Em itálico, os times que possuem o mando de campo no primeiro jogo ou jogo único do confronto e em negrito os times classificados.
|  | Quartas de final | Quartas de final |       |           | Semifinais  | Semifinais  |  |             | Final         | Final         | Final         | Final         |  |  |
|  | 17 e 18 de abril | 17 e 18 de abril |       |           | 24 de abril | 24 de abril |  |             | 1 e 8 de maio | 1 e 8 de maio | 1 e 8 de maio | 1 e 8 de maio |  |  |
|  |                  |                  |       |           |             |             |  |             |               |               |               |               |  |  |
|  | Fortaleza        | 2                |       |           |             |             |  |             |               |               |               |               |  |  |
|  | CSA              | 1                |       |           |             |             |  |             |               |               |               |               |  |  |
|  | CSA              | 1                |       | Fortaleza | 0 (2)       |             |  |             |               |               |               |               |  |  |
|  |                  |                  |       | Fortaleza | 0 (2)       |             |  |             |               |               |               |               |  |  |
|  |                  | Bahia (pen)      | 0 (4) |           |             |             |  |             |               |               |               |               |  |  |
|  | Bahia            | Bahia (pen)      | 0 (4) | 4         |             |             |  |             |               |               |               |               |  |  |
|  | Bahia            |                  |       | 4         |             |             |  |             |               |               |               |               |  |  |
|  | CRB              | 0                |       |           |             |             |  |             |               |               |               |               |  |  |
|  | CRB              | 0                |       |           |             |             |  | Bahia (pen) | 0             | 2             | 2 (4)         |               |  |  |
|  |                  |                  |       |           |             |             |  | Bahia (pen) | 0             | 2             | 2 (4)         |               |  |  |
|  |                  | Ceará            | 1     | 1         | 2 (2)       |             |  |             |               |               |               |               |  |  |
|  | Ceará            | Ceará            | 1     | 1         | 2 (2)       | 3           |  |             |               |               |               |               |  |  |
|  | Ceará            |                  |       |           |             | 3           |  |             |               |               |               |               |  |  |
|  | Sampaio Corrêa   | 0                |       |           |             |             |  |             |               |               |               |               |  |  |
|  | Sampaio Corrêa   | 0                |       | Ceará     | 2           |             |  |             |               |               |               |               |  |  |
|  |                  |                  |       | Ceará     | 2           |             |  |             |               |               |               |               |  |  |
|  |                  | Vitória          | 0     |           |             |             |  |             |               |               |               |               |  |  |
|  | Vitória          | Vitória          | 0     | 2         |             |             |  |             |               |               |               |               |  |  |
|  | Vitória          |                  |       | 2         |             |             |  |             |               |               |               |               |  |  |
|  | Altos            | 1                |       |           |             |             |  |             |               |               |               |               |  |  |

## Final
Jogo de ida
| 1 de maio | Bahia | 0 – 1  | Ceará      | Estádio de Pituaçu, Salvador                            |
| 16:00     |       | Súmula | 90+3' Jael | Público: 0 (PF) Árbitro: PI Antônio Dib Moraes de Sousa |

| Bahia | Ceará |

Jogo de volta
| 8 de maio | Ceará    | 1 – 2  | Bahia                                | Arena Castelão, Fortaleza                                  |
| 16:00     | Jael 83' | Súmula | 63' (pen) Rodriguinho · 69' Gilberto | Público: 0 (PF) Árbitro: AL Denis da Silva Ribeiro Serafim |

|                                      |       | Penalidades                                                             |  |
| Lima Jorginho Marlon Fernando Sobral | 2 – 4 | Rodriguinho Matheus Galdezani Thonny Anderson Lucas Araújo Germán Conti |  |

| Ceará | Bahia |

## Premiação
| Campeão do Nordeste de 2021 |
| --------------------------- |
| Bahia Campeão (4.º título)  |

## Artilharia
| Gols | Jogador       | Equipe  |
| ---- | ------------- | ------- |
| 7    | Gilberto      | Bahia   |
| 6    | Dellatorre    | CSA     |
| 5    | Samuel        | Vitória |
| 4    | João Leonardo | Treze   |
| 4    | Lucão         | CRB     |
| 4    | Wallyson      | ABC     |

### Poker-tricks
| Jogador  | Clube | Adversário | Placar | Data        | Ref.  |
| -------- | ----- | ---------- | ------ | ----------- | ----- |
| Gilberto | Bahia | Altos      | 5–0    | 28 de março | [ 7 ] |

## Técnicos
| Equipe                 | Técnico                                                                |
| ---------------------- | ---------------------------------------------------------------------- |
| 4 de Julho             | Flávio Araújo (1ª—8ª)                                                  |
| ABC                    | Sílvio Criciúma (1ª—8ª)                                                |
| Altos                  | Fernando Tonet (Preliminar—)                                           |
| Atlético de Alagoinhas | Quintino Barbosa (Preliminar)                                          |
| Bahia                  | Cláudio Prates (1ª) Dado Cavalcanti (2ª—)                              |
| Botafogo-PB            | Evaristo Piza (Preliminar) Marcelo Vilar (1ª—6ª) Gerson Gusmão (7ª—8ª) |
| Ceará                  | Guto Ferreira (1ª—)                                                    |
| Confiança              | Daniel Paulista (1ª—8ª)                                                |
| CRB                    | Roberto Fernandes (1ª—)                                                |
| CSA                    | Mozart Santos (Preliminar—)                                            |
| Fortaleza              | Enderson Moreira (1ª—)                                                 |
| Globo                  | Renatinho Potiguar (Preliminar)                                        |
| Itabaiana              | Maurílio (Preliminar)                                                  |
| Moto Club              | Marcinho Guerreiro (Preliminar)                                        |
| Salgueiro              | Daniel Neri (1ª—8ª)                                                    |
| Sampaio Corrêa         | Rafael Guanaes (1ª—)                                                   |
| Santa Cruz             | Marcelo Martelotte (Preliminar) João Brigatti (1ª—8ª)                  |
| Sport                  | Jair Ventura (1ª—7ª)                                                   |
| Treze                  | Marcelinho Paraíba (1ª—8ª)                                             |
| Vitória                | Rodrigo Chagas (1ª—)                                                   |

## Mudança de Técnicos
| Clube       | Antecessor    | Motivo   | Data       | Última partida        | Rod | Pos        | Sucessor      | Ref.        |
| ----------- | ------------- | -------- | ---------- | --------------------- | --- | ---------- | ------------- | ----------- |
| Botafogo-PB | Marcelo Vilar | Demitido | 2 de abril | Treze 1–0 Botafogo-PB | 6ª  | 8º (Gr. B) | Gerson Gusmão | [ 8 ] [ 9 ] |
| Sport       | Jair Ventura  | Demitido | 5 de abril | Sport 0–4 Ceará       | 7ª  | 7º (Gr. B) |               | [ 10 ]      |